# CR-Baureihe DF4
Die CR-Baureihe DF4 ist eine dieselelektrische Lokomotive der China Railways, die seit 1969 in unterschiedlichen Varianten hergestellt wird und mit über 5000 produzierten Maschinen die chinesische Standard-Diesellokomotive ist.

## Geschichte

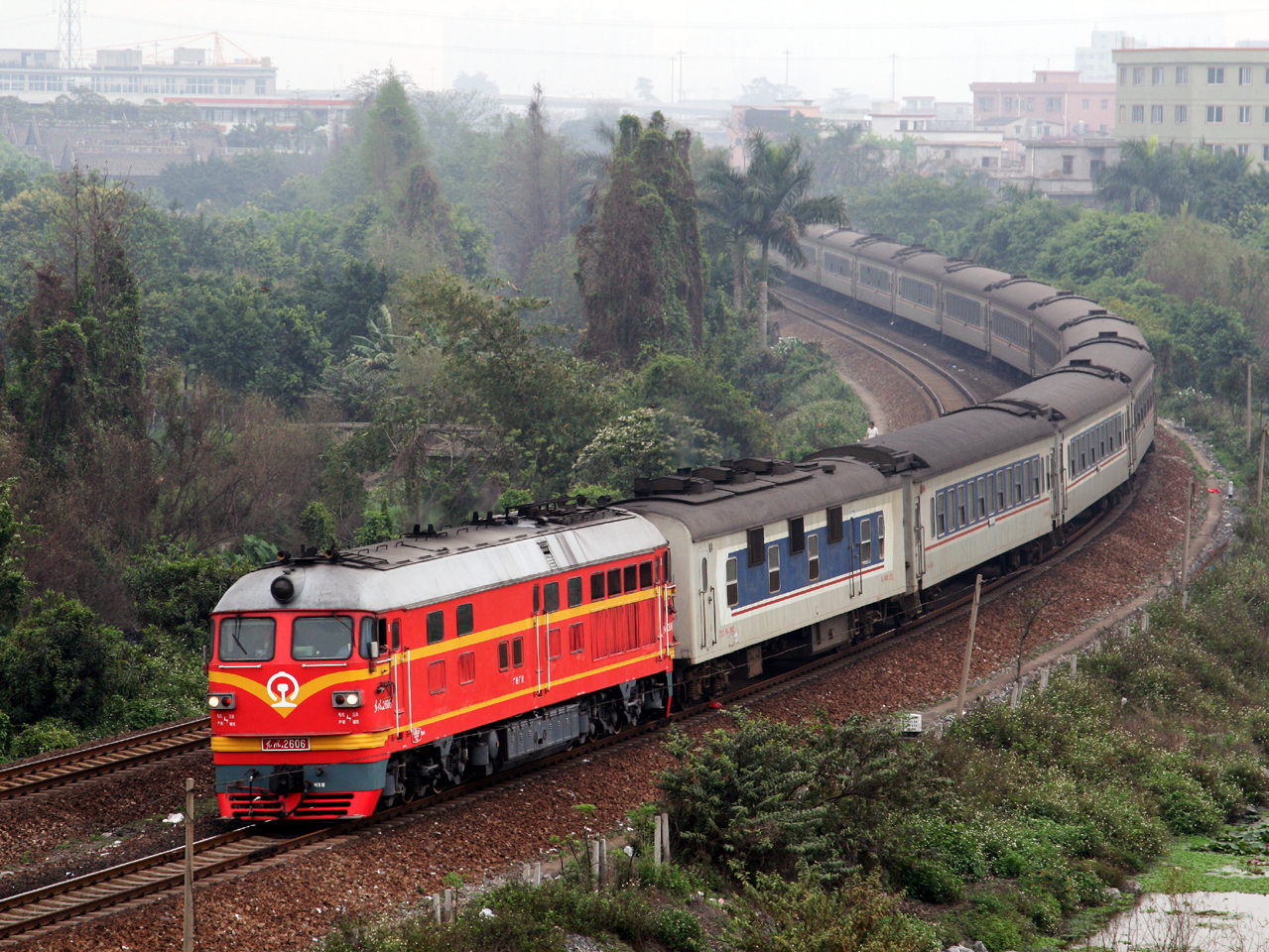
Eine Maschine des Typs DF4B zieht einen Personenzug

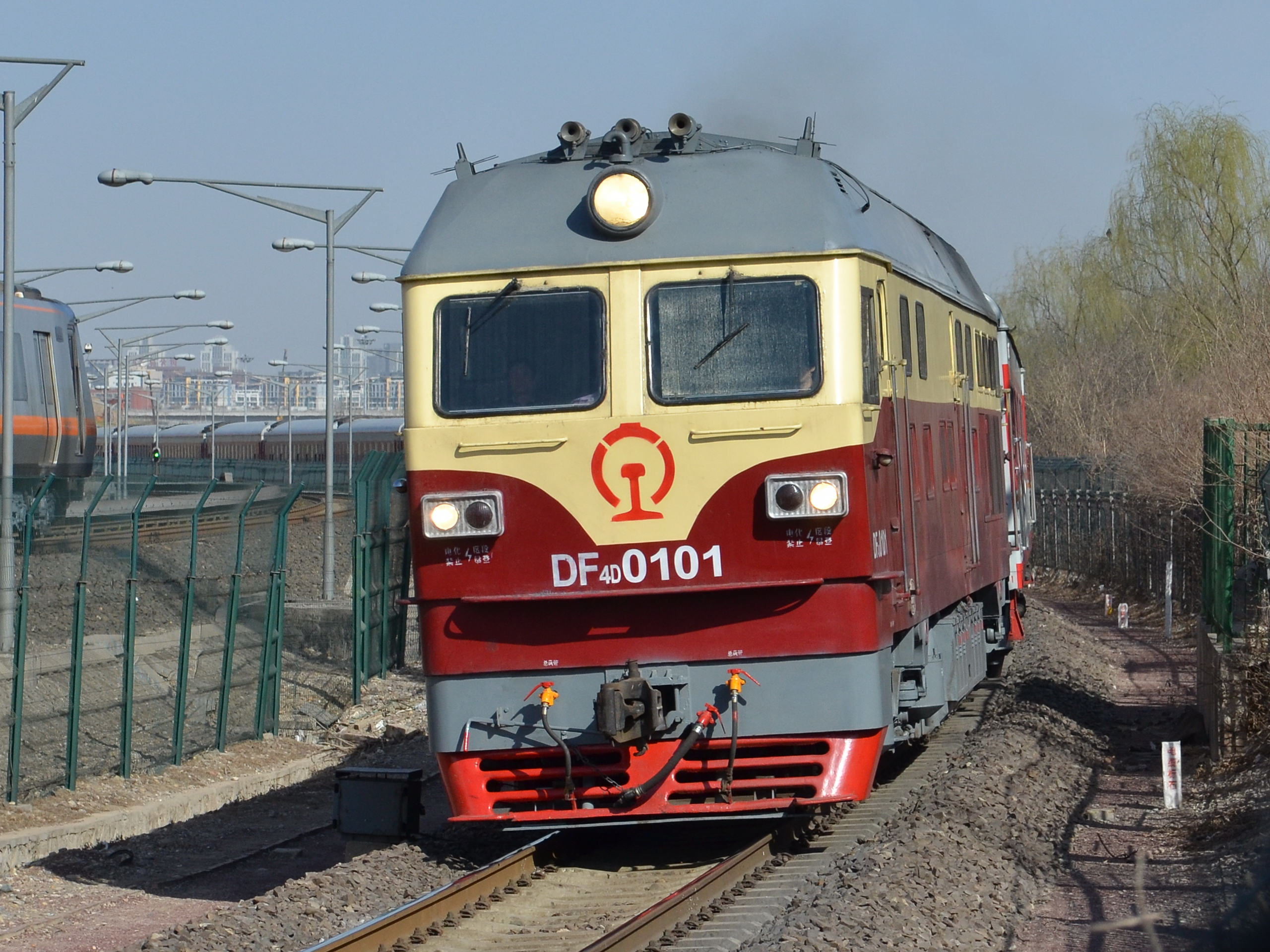
DF4D mit kantigerer Front

Die Herstellung von Diesellokomotiven in China begann in den 1960er-Jahren. Anfangs erhielt man Unterstützung aus der Sowjetunion, doch schon bald begannen chinesische Lokomotivhersteller mit der Fertigung eigener Konstruktionen.
Der Bau der DF4 startete 1969 in Dalian. Die Abkürzung DF steht dabei für Dongfeng, zu deutsch Ostwind. Bis 1976 wurden 108 Lokomotiven hergestellt, anschließend stieg die Zahl der gebauten Lokomotiven bis 1981 auf 450 und bis 1984 auf 660.
Durch den Traktionswechsel von Dampf- zu Dieseltraktion entstand ein erhöhter Bedarf an Diesellokomotiven, der durch eine großflächige Produktion der DF4B gedeckt wurde. Innerhalb von zehn Jahren entstanden in Dalian 1700 Lokomotiven. Zudem wurde die Produktion der DF4 auf andere Standorte ausgeweitet: In Ziyang wurden 1500 Stück hergestellt, in Datong rund 500. Einige Maschinen entstanden auch in Sifang. Anfang der 1990er-Jahre waren DF4-Lokomotiven auf dem gesamten chinesischen Streckennetz anzutreffen.
Für die Weiterentwicklung der erfolgreichen DF4B wurde 1985 der erste Prototyp hergestellt. Dennoch dauerte es bis 1991, bis die Serienproduktion der DF4C beginnen konnte. Auffällig ist der gegenüber den bisherigen Lokomotiven kantigere Lokomotivkasten. Anfänglich wurden DF4B und DF4C-Lokomotiven beide als DF4 ohne Nennung des Buchstabens gekennzeichnet. Dadurch kam es bei der Auslieferung von einigen DF4C-Lokomotiven zu dem Kuriosum, dass die angetragene vierstellige Fahrzeugnummer bereits an eine andere DF4-Lokomotive vergeben war.
1996 folgte die erste DF4D-Lokomotive für den Personenverkehr, die einen stärkeren Dieselmotor mit einer Leistung von 4000 PS besitzt und eine Höchstgeschwindigkeit von 145 km/h erreicht. Einige Lokomotiven sind sogar für 170 km/h zugelassen, diese Maschinen werden als DF4DK bezeichnet. 1998 folgte die Version der DF4D für den Güterverkehr, die weiterhin eine Höchstgeschwindigkeit von 100 km/h hatte.
2002 wurden einige DF4D vom Hersteller China CNR Corporation nach Nordkorea an die Koreanische Staatsbahn ausgeliefert. Die Höchstgeschwindigkeit der nordkoreanischen Variante beträgt 100 km/h. Eingesetzt werden die als CKD4A bezeichneten Maschinen vor Güterzügen und Personenzügen auf Hauptstrecken.

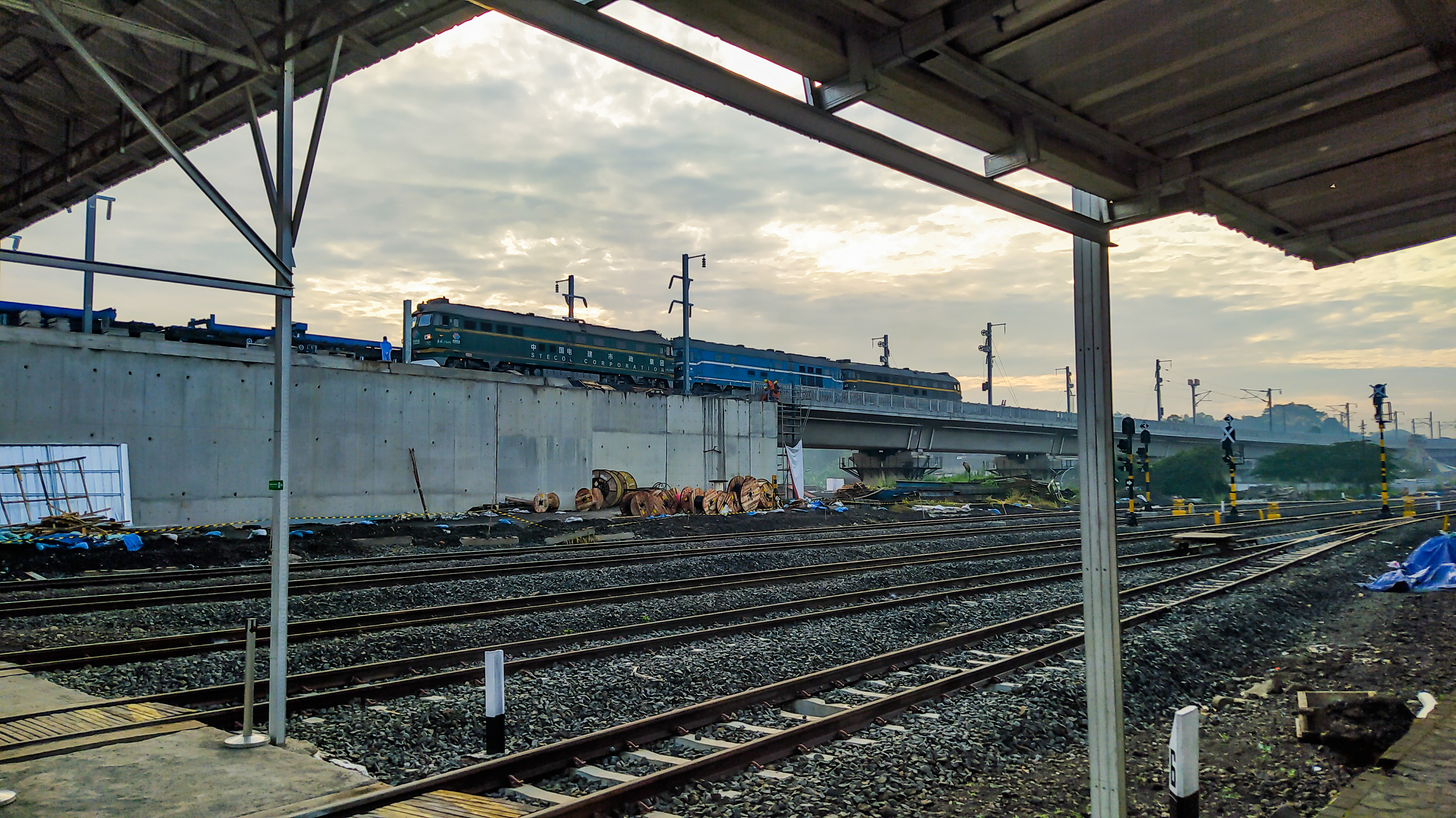
DF4 in Indonesien

Die erste Bauserie der DF4 wurde mittlerweile ausgemustert, die übrigen DF4-Lokomotiven werden weiterhin in ganz China eingesetzt. Einige ausgemusterte Lokomotiven gelangten nach Nordkorea. Der Baukonzern China Railway Group setzt DF4-Lokomotiven auch auf Baustellen in anderen Ländern, etwa beim Bau der China-Laos-Eisenbahn oder der Hochgeschwindigkeitsstrecke zwischen Jakarta–Bandung in Indonesien, ein.

## Technik

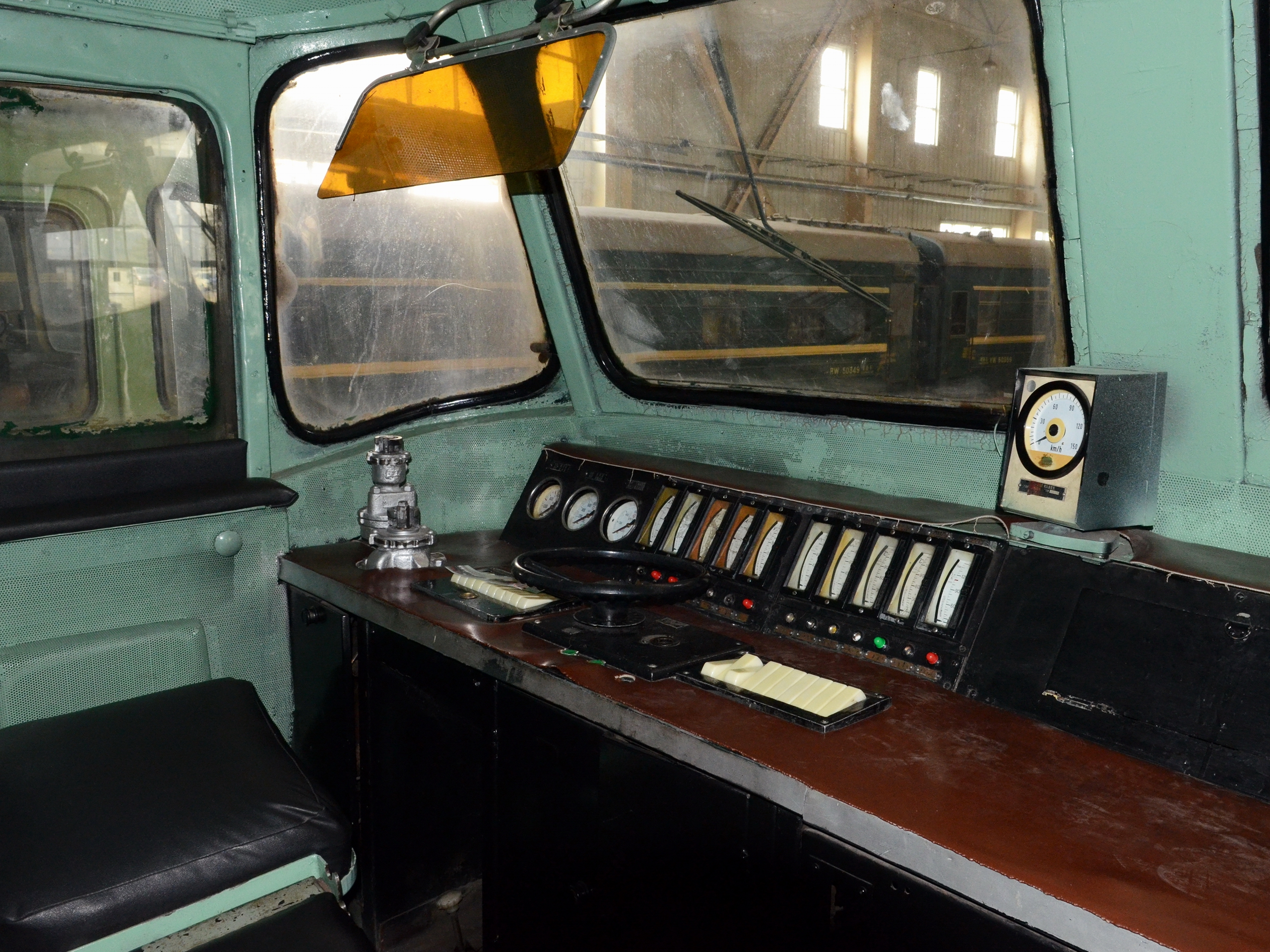
Führerstand in der Ursprungsversion von 1969

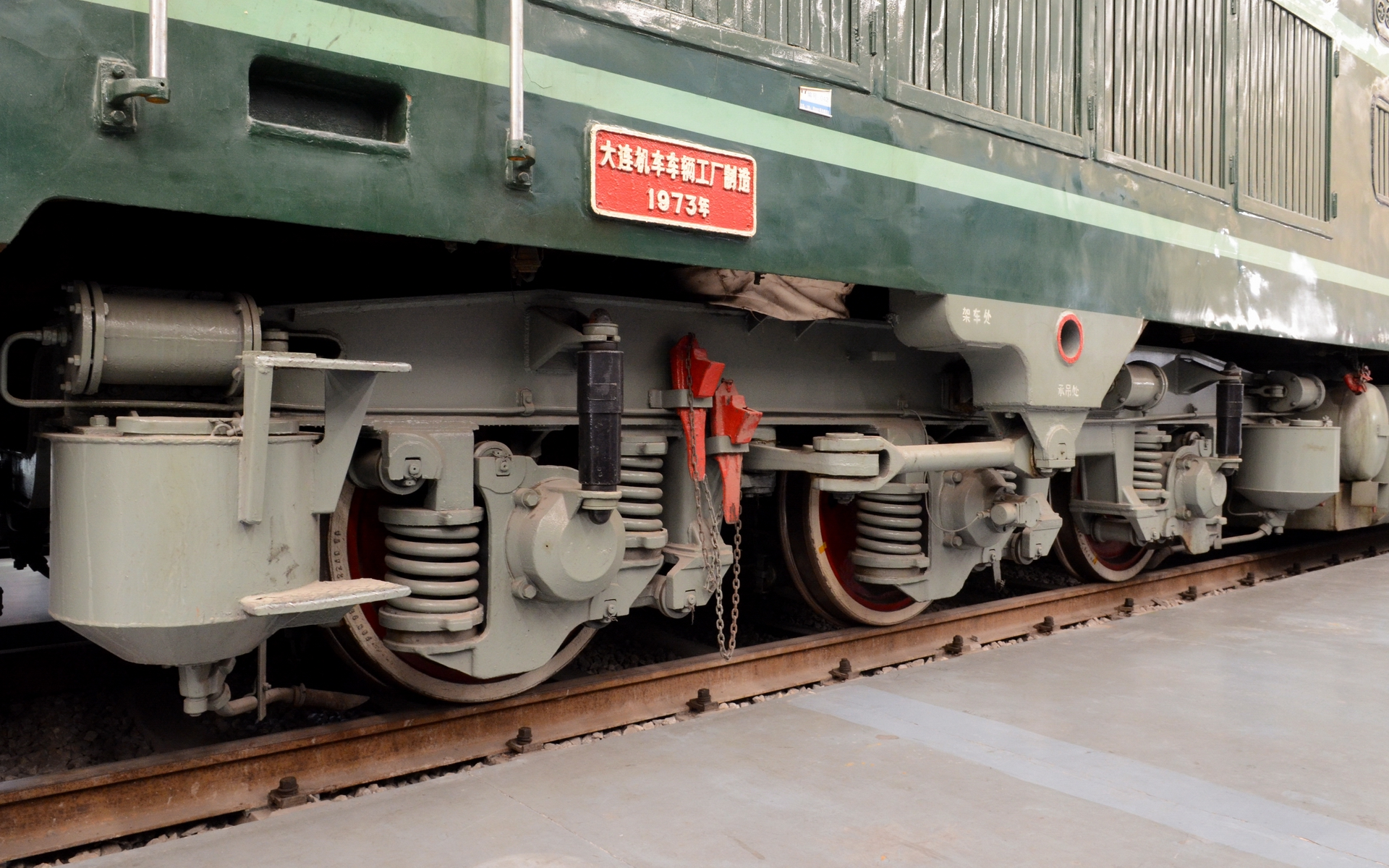
Drehgestell

Auch wenn die Lokomotiven der Reihe DF4 äußerlich an die sowjetische LTS M62 erinnern, ist die Technik größtenteils dem amerikanischen und europäischen Lokomotivbau entlehnt. So basieren die Drehgestelle auf der Henschel NY5, einer Lokomotive, die 1966 importiert wurde.
Die Höchstgeschwindigkeit der ersten Lokomotiven lag bei 100 km/h, da die DF4 ursprünglich als Lokomotive für den Güterverkehr konzipiert war. Da die Durchschnittsgeschwindigkeit im chinesischen Reisezugverkehr in den 1960er- und 1970er-Jahren sehr niedrig war, setzte China Railways die Lokomotiven jedoch auch vor Personenzügen ein. Daraufhin entstand zunächst eine Kleinserie mit einem Getriebe, das 120 km/h ermöglichte, anschließend eine Großserie von 600 mit diesem Getriebe ausgestatteten DF4B.
Zum Antrieb dient ein einzelner Sechzehnzylinder-Dieselmotor mit einem Kolbendurchmesser von 240 mm, der bei den bis zum Jahr 2000 hergestellten Maschinen über einen Drehstromgenerator und einen Gleichrichter die Energie für sechs Gleichstrom-Fahrmotoren liefert. Bei neueren Versionen der DF4 werden anstelle von Gleichstrommaschinen Wechselstrommotoren eingesetzt. Zur Umstellung von Gleichstrom- auf Wechselstromtechnik wurde Unterstützung von Siemens eingeholt. Siemens unterstützte die Lokomotivfabrik von Dalian bei der Entwicklung von Prototypen und lieferte die notwendigen IGBT-Stromrichter.

## Modelle

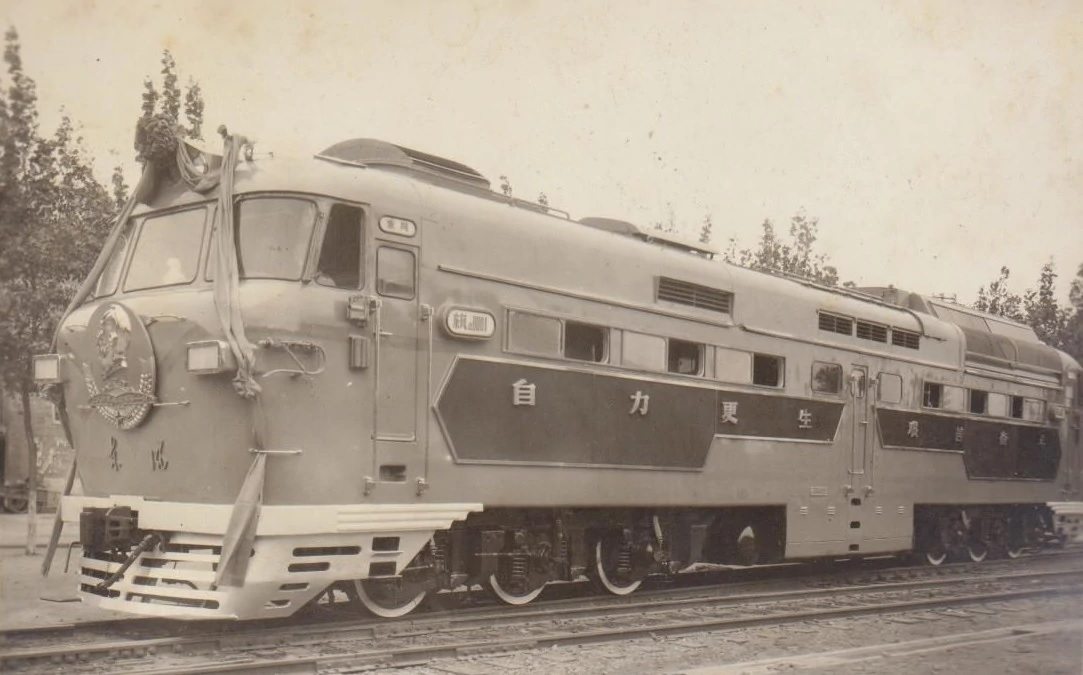
Erste DF4-Lokomotive in 1969
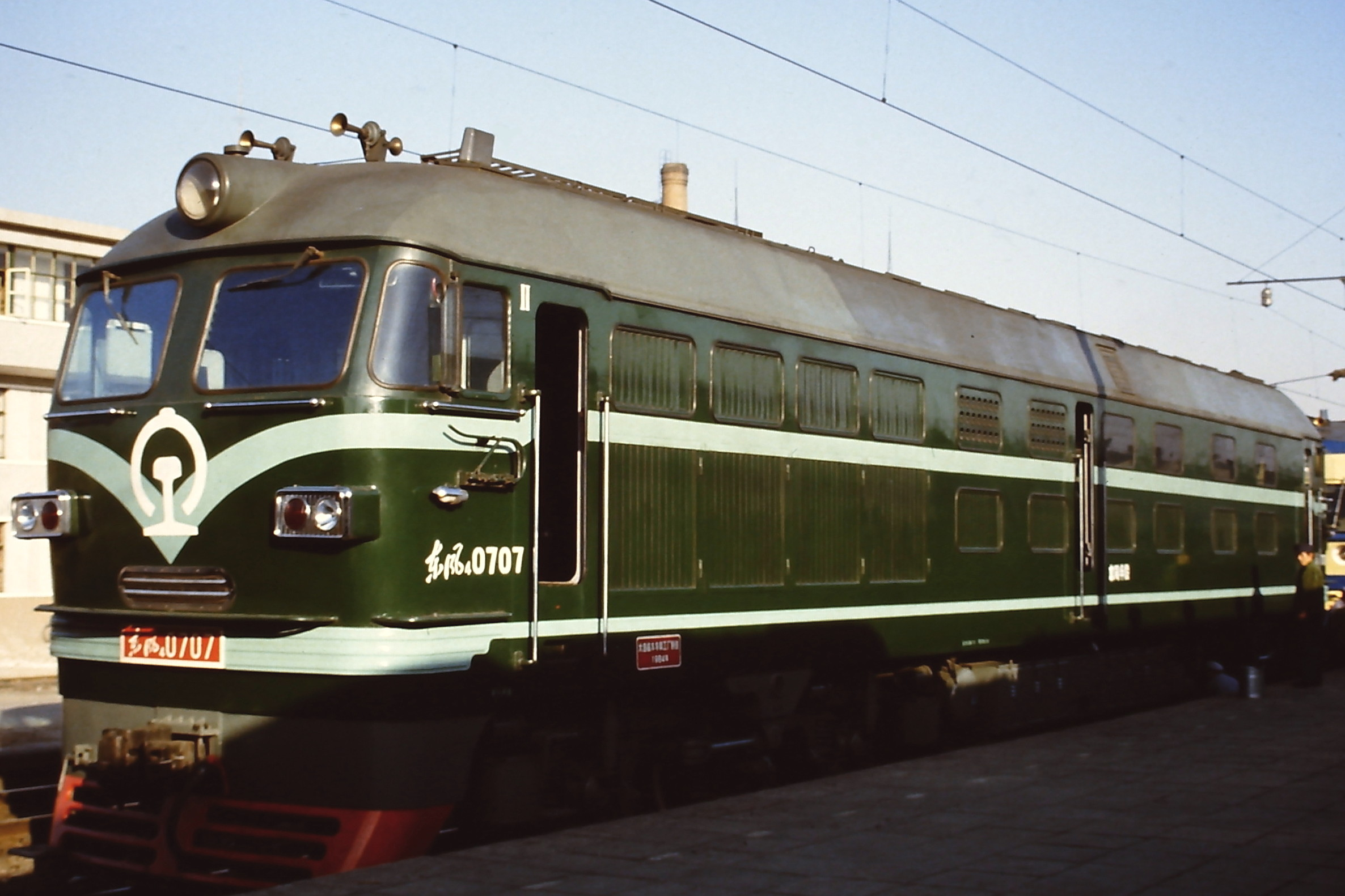
DF4
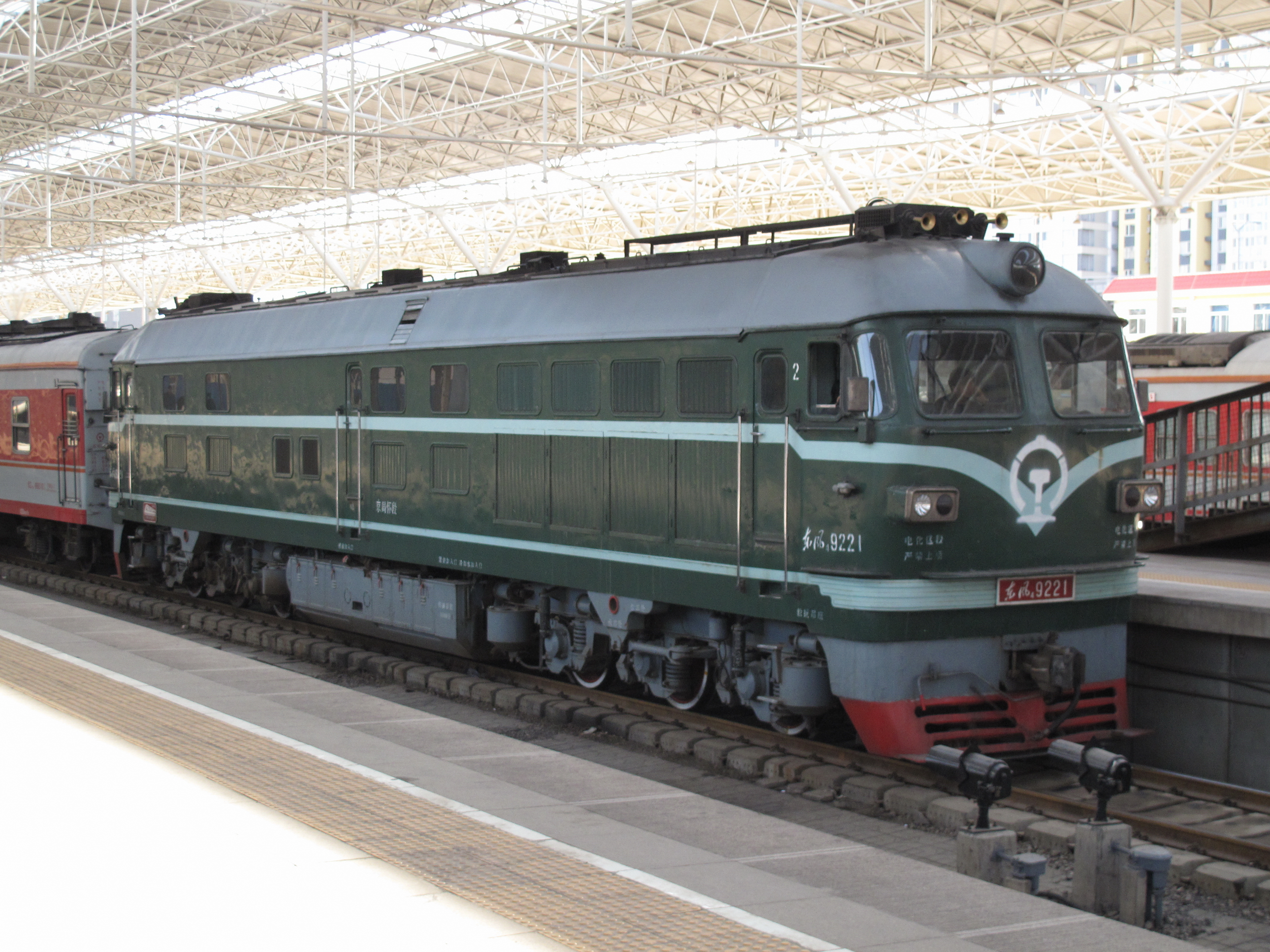
DF4B
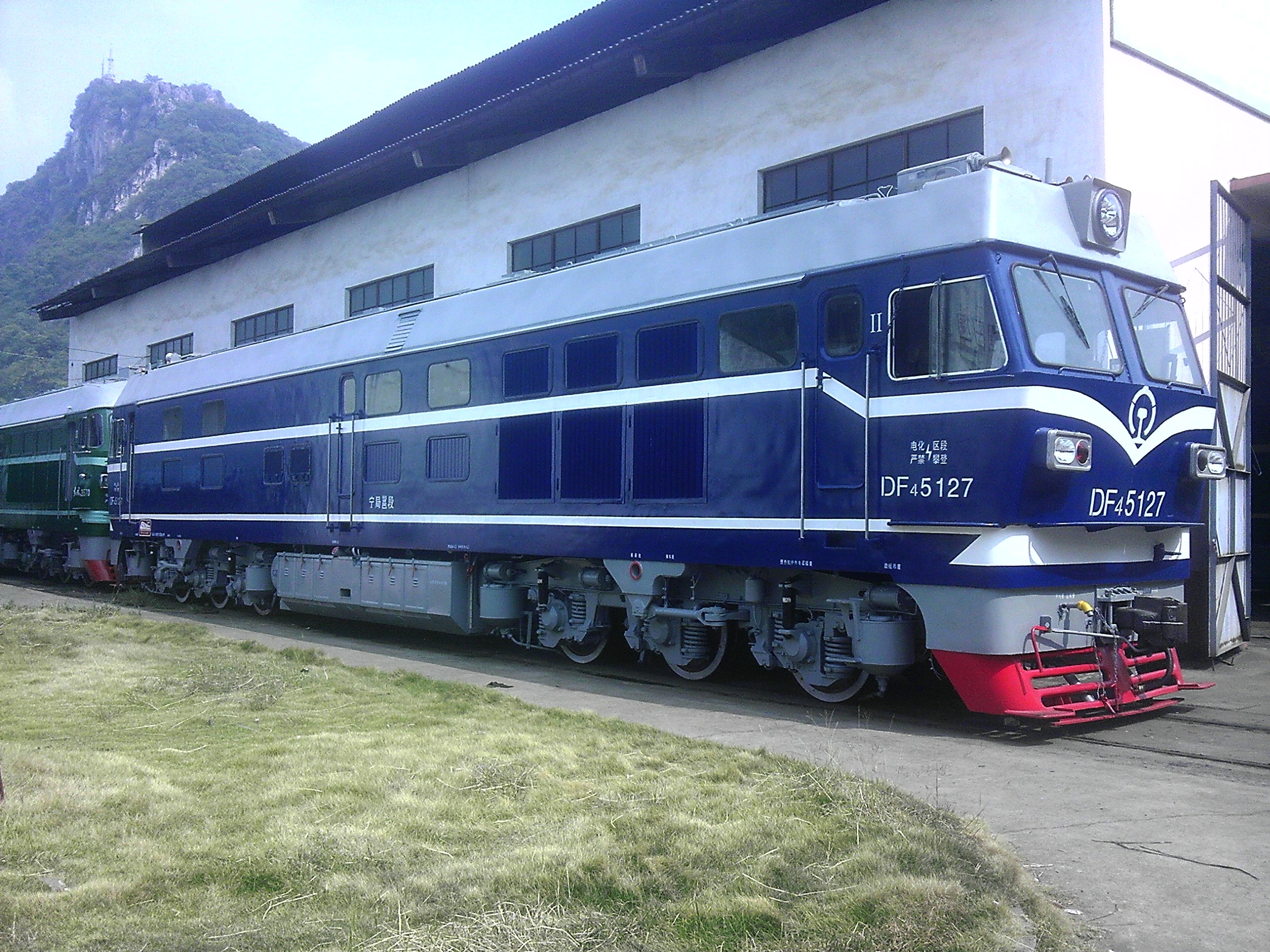
DF4C
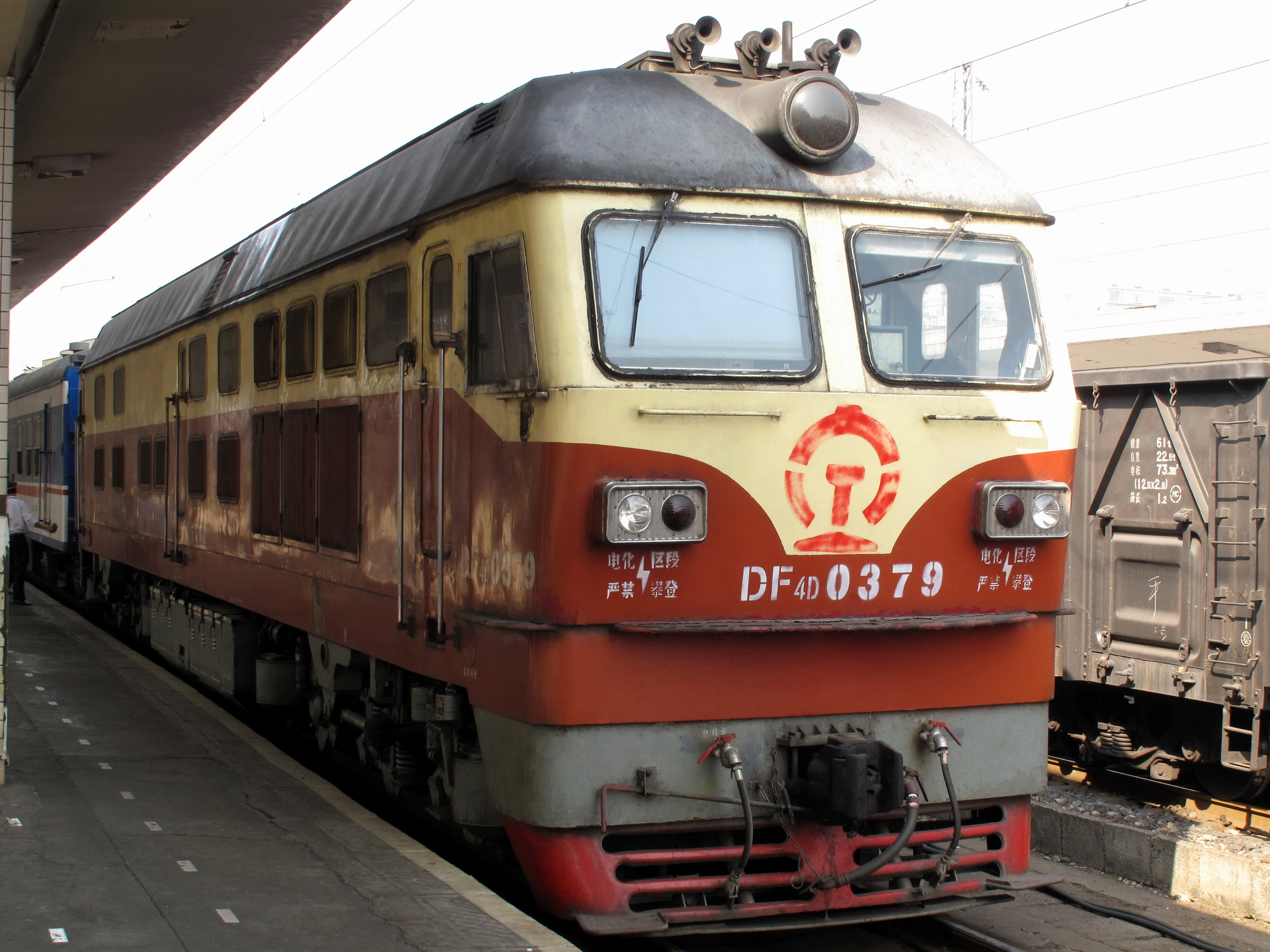
DF4D
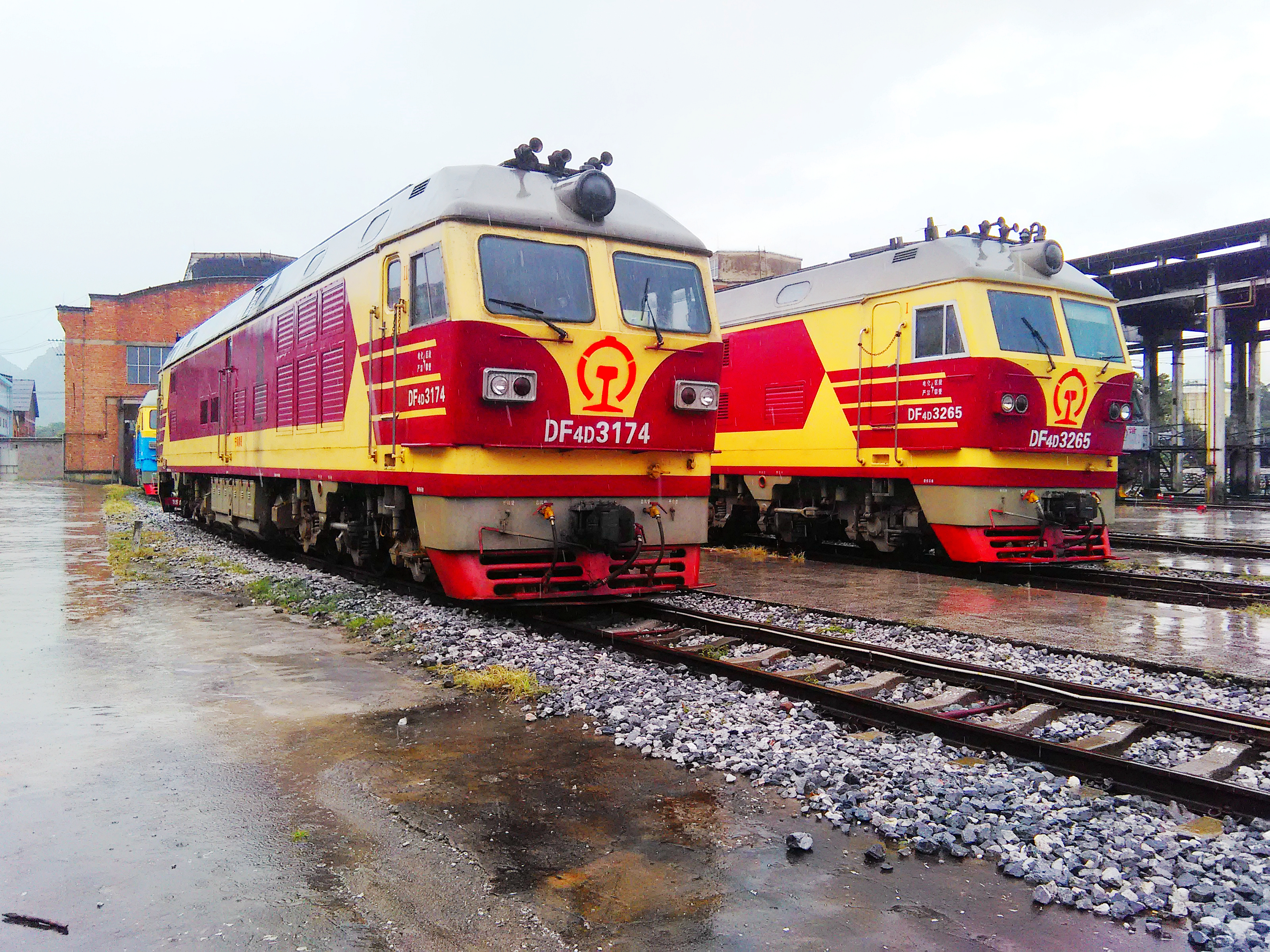
DF4D-3000
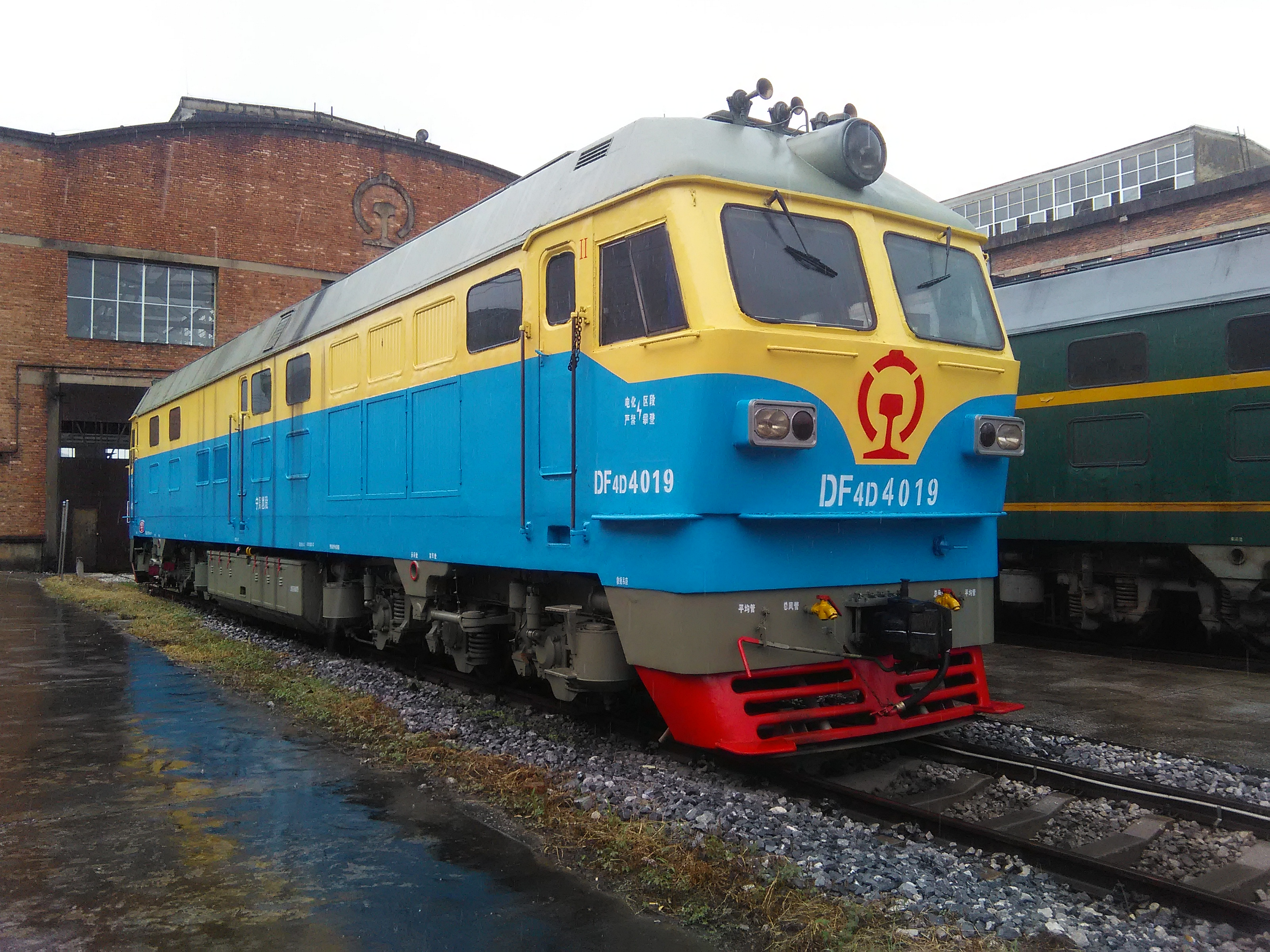
DF4D-4000
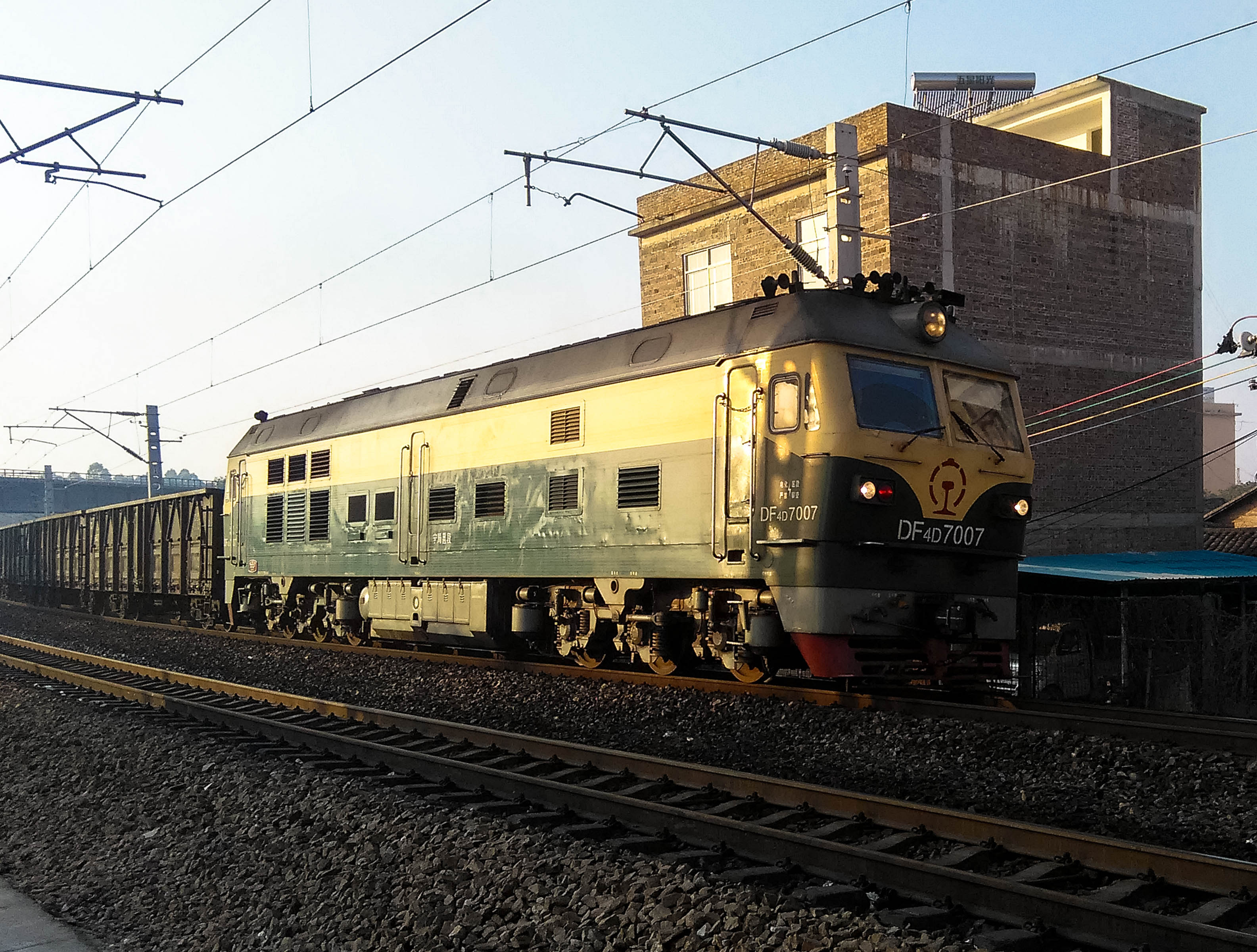
DF4D-7000
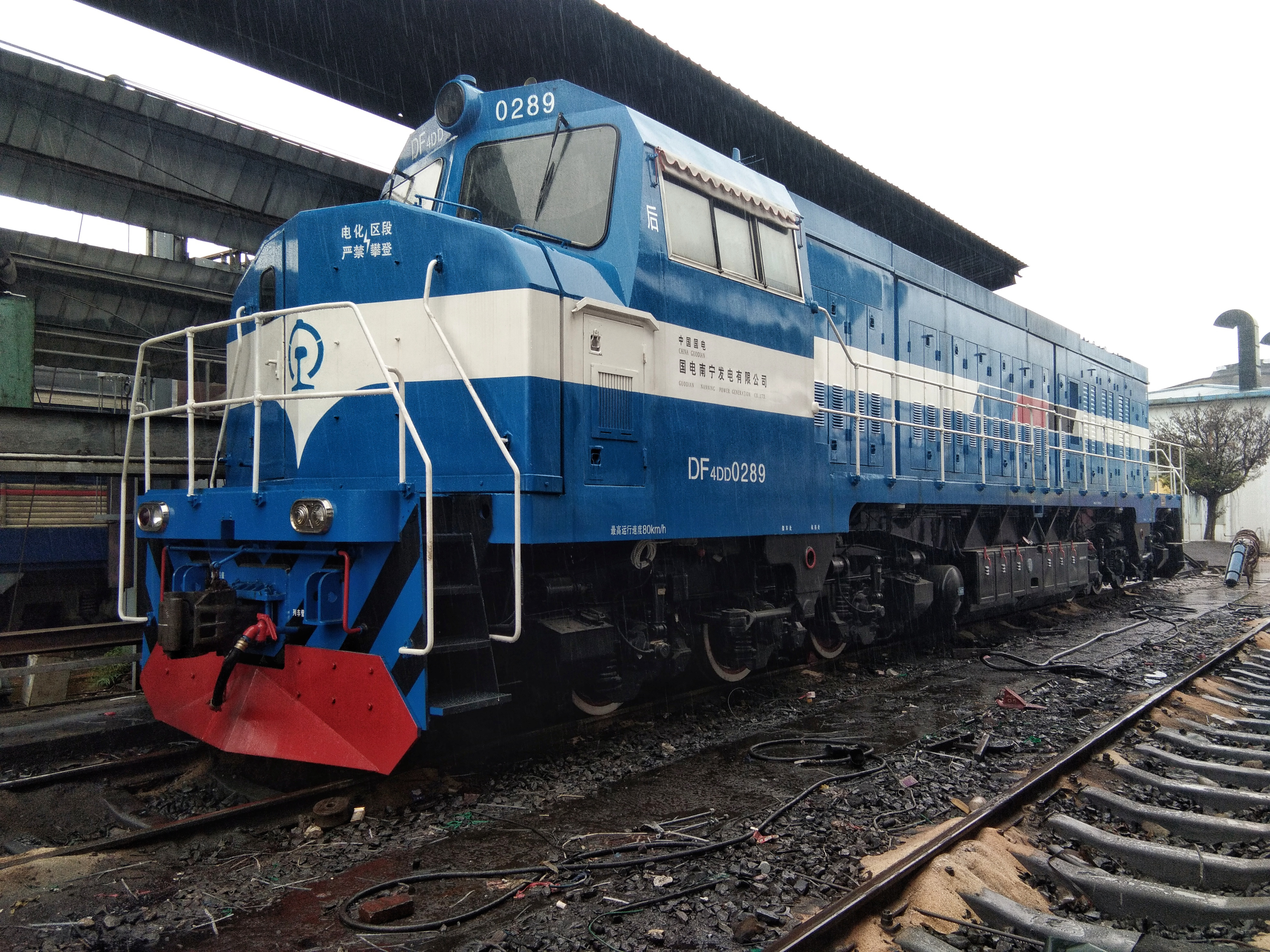
DF4DD
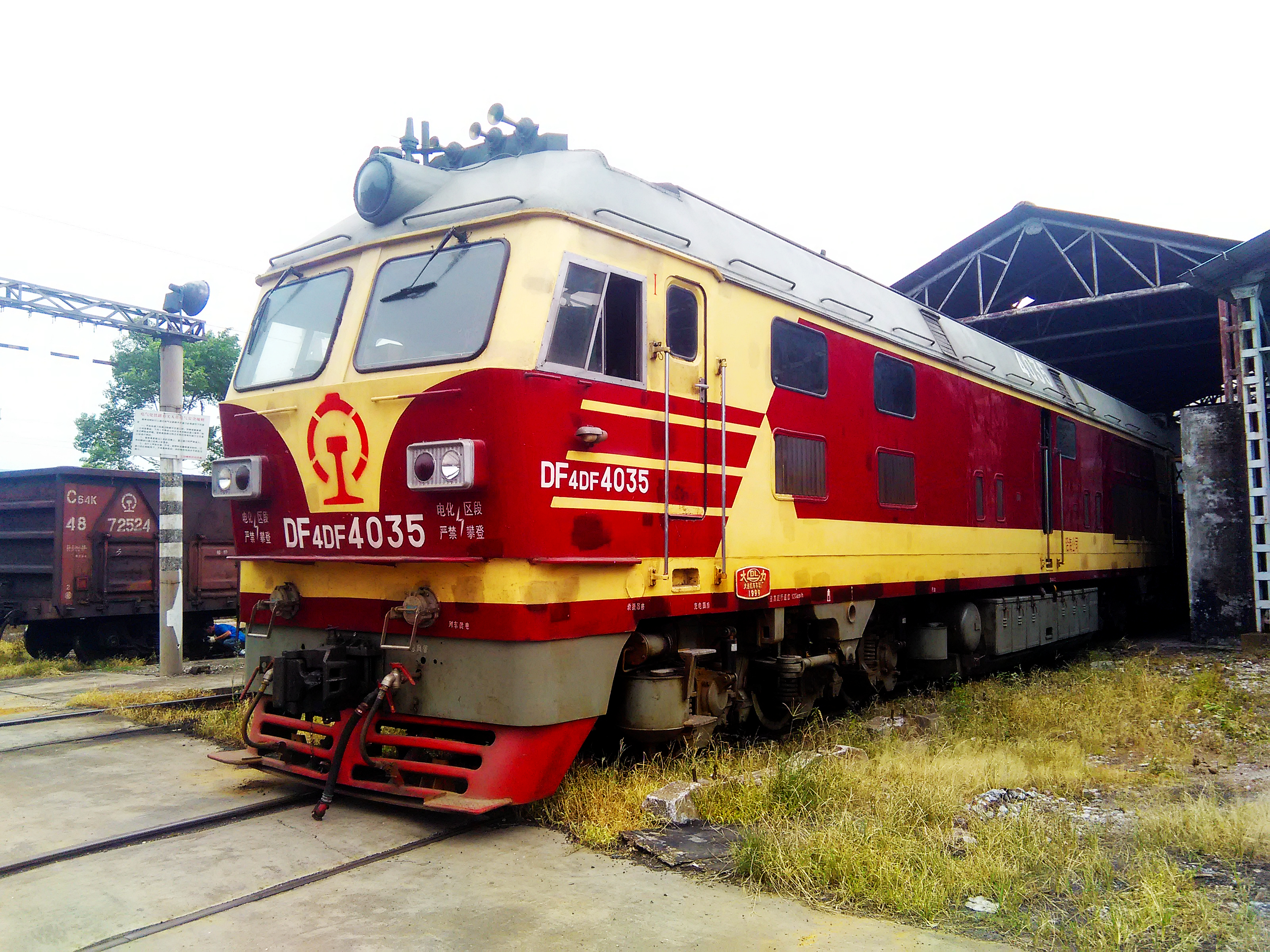
DF4DF
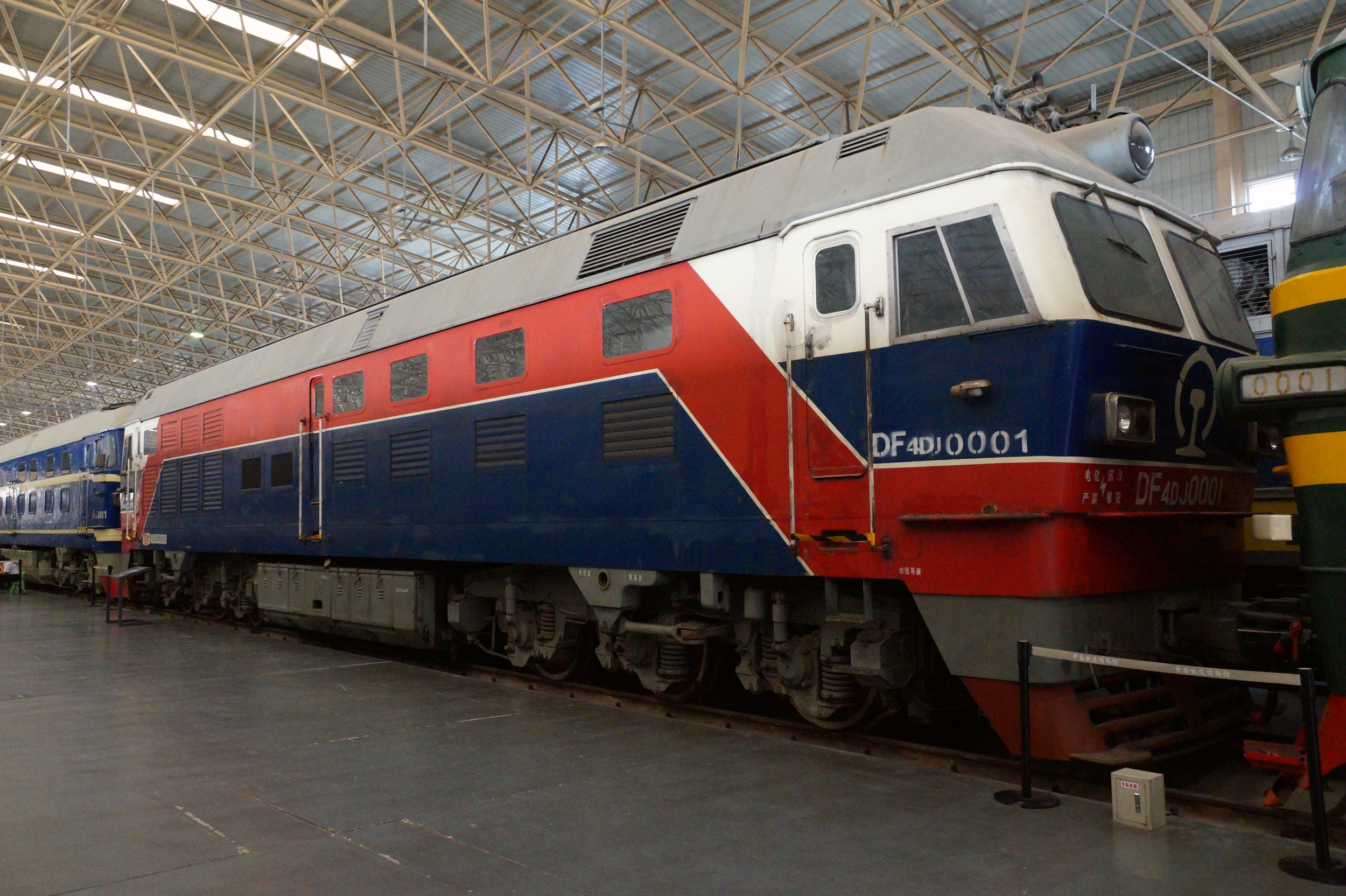
DF4DJ
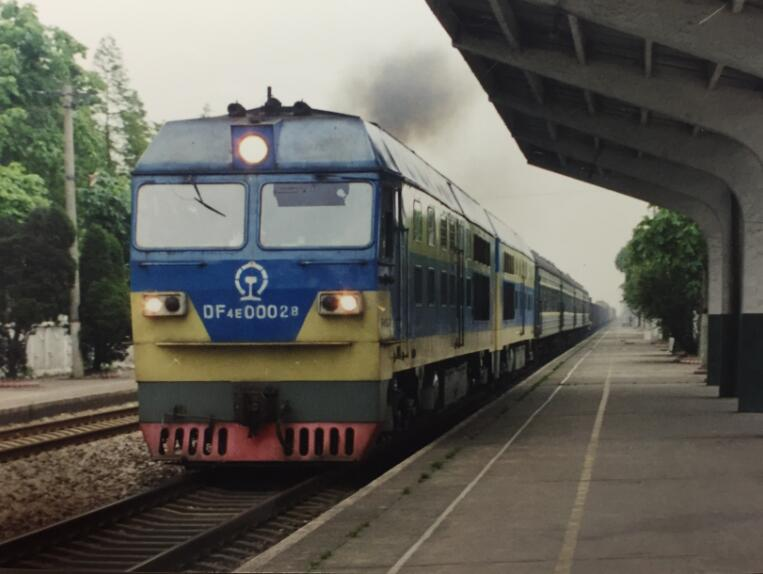
DF4E